# 田村ゆかり LOVE LIVE *Lantana in the Moonlight*
『田村ゆかり LOVE ♡ LIVE *Lantana in the Moonlight*』（たむらゆかり ラブ ライブ ランタナ・イン・ザ・ムーンライト）は、田村ゆかりの映像作品として通算15作目にあたる。Blu-rayは通算9作目となる。2015年7月29日にキングレコードよりDVD版とBlu-ray版が同時リリースされた。

## 概要
2015年2月14日、15日の2日間、田村ゆかり自身4度目となる日本武道館で開催された「田村ゆかり LOVE ♡ LIVE 2015 Winter*Lantana in the Moonlight*」の初日であるバレンタインデーに行った公演を収録。「めろ〜んのテーマ〜ゆかりの王国国家〜」「惑星のランデブー」「ラブリィレクチャー」など、当日披露された楽曲のほか、ドキュメンタリーや2月15日公演よりボーナストラックも収録。初回特典は、Blu-rayのみスペシャルパッケージ仕様。

## 演奏会場
- 東京：日本武道館（2015年2月14日、15日）

## 収録内容
-Prologue-
めろ〜んのテーマ 〜ゆかり王国国歌〜
惑星のランデブー
ラブリィ レクチャー
-MC 1-
あのね Love me Do
mon chéri
-Short Movie“Lantana Story 「花の妖精」”-
月華
君へ
夢色ラビリンス
虹色バルーン
-Short Movie“Lantana Story「夜の虹」”-
不可触な愛
こっちを向いて
まだ好きでいさせて
– Short Movie“Lantana Story「大切なこと」”-
Doki Doki ☆ π パイン / 神楽坂ゆか
-神楽坂ゆかMC-
教えて ヴィヴァルディ / 神楽坂ゆか
1、2、の3シャイン / 神楽坂ゆか
-Short Movie“神楽坂ゆかとバーチャルデート～私を好き？に連れてって編～”-
好きだって言えなくて
-MC 2-
純愛レッスン
ラブラブベイビーハッピースター
チアガール in my heart
Fantastic future
エキセントリック・ラヴァー
<Encore>
バンビーノ・バンビーナ
fancy baby doll
-MC 3-
Super Special Smiling Shy girl
-Epilogue-

### 映像特典
◆田村ゆかり LOVE ♡ LIVE 2015 Winter *Lantana in the Moonlight* DOCUMENT
◆BONUS TRACK
†メタウサ姫〜黒ゆかり王国ミサ〜†
Moonlight Secret
この指とまれ